# Stefan Barmettler
Stefan Barmettler (* 1958) ist ein Schweizer Journalist und Chefredaktor der Handelszeitung.

## Leben
Barmettler studierte Wirtschaftsgeschichte und Volkswirtschaftslehre an der Universität Zürich. Danach arbeitete er als Wirtschaftsredaktor bei den Luzerner Neusten Nachrichten und der Weltwoche.
1995 kam er als Leiter des Ressorts Wirtschaft zum neu gegründeten Schweizer Nachrichtenmagazin Facts. 2000 ging er als dessen USA-Korrespondent nach New York, ehe er im September 2003 als stellvertretender Chefredaktor zurückkehrte und einen Monat darauf erst interimistisch, später definitiv die Chefredaktion übernahm.
Ende 2005 wechselte er als stellvertretender Chefredaktor zur Bilanz. Per August 2013 wurde Barmettler Nachfolger von Beat Balzli als Chefredaktor der Handelszeitung.